# Scott Hargrove
Scott Hargrove né le 1er février 1995 à Surrey, en Colombie-Britannique, est un pilote automobile canadien. Il a remporté l'US F2000 National Championship, en 2013, dans le cadre du programme Road to Indy.

## Résultats

### Karting
- 2009 : 22e du SKUSA SuperNationals XIII - TaG Junior
- 2010 :  Deuxième participation au SKUSA SuperNationals XIV - TaG Junior
- 2011 : 3e du SKUSA SuperNationals XV - S2
- 2012 : 14e du MG Tires SKUSA SuperNationals XVI - TaG Senior presented by Mir Racewear
  - 4e du MG Tires SKUSA SuperNationals XVI - S2 Semi-Pro Stock Moto
- 2013 : 8e du SKUSA SuperNationals XVII - Swedetech Racing Engines S1 Pro Stock Moto

### Monoplace
| Saison | Championnat                               | Écurie                                    | Courses | Victoires | Pole positions | Meilleurs tours | Podiums | Points inscrits | Classement |
| ------ | ----------------------------------------- | ----------------------------------------- | ------- | --------- | -------------- | --------------- | ------- | --------------- | ---------- |
| 2011   | Skip Barber Summer Series                 |                                           | 16      | 3         | ?              | ?               | 7       | 422             | 2e         |
| 2012   | US F2000 National Championship Winterfest | JDC Motorsports                           | 6       | 0         | 0              | 0               | 1       | 81              | 6e         |
| 2012   | US F2000 National Championship            | JDC Motorsports                           | 11      | 0         | 0              | 0               | 1       | 128             | 11e        |
| 2013   | US F2000 National Championship Winterfest | Cape Motorsports avec Wayne Taylor Racing | 6       | 1         | 1              | 0               | 6       | 157             | 2e         |
| 2013   | US F2000 National Championship            | Cape Motorsports avec Wayne Taylor Racing | 14      | 4         | 4              | 5               | 9       | 294             | 1er        |
| 2014   | Pro Mazda Championship Winterfest         | Cape Motorsports avec Wayne Taylor Racing | 4       | 1         | 0              | 0               | 2       | 92              | 2e         |
| 2014   | Pro Mazda Championship                    | Cape Motorsports avec Wayne Taylor Racing | 14      | 3         | 3              | 4               | 10      | 298             | 2e         |